# Bobby Burling
Bobby Burling est un joueur américain de soccer, né le 15 octobre 1984 dans la banlieue de Houston. Il évolue au poste de défenseur central.

## Biographie
Après avoir étudié à l'Université Loyola Marymount, Burling est repêché à la 45e place de la MLS Superdraft 2007 par le Los Angeles Galaxy.
Il est repêché par l'Impact de Montréal lors des repêchages d'expansion de 2012 mais ne parvient pas à trouver un accord salarial avec ce club. Sans club, il réalise un essai avec l'équipe belge de Saint-Trond VV. L'Impact transfère finalement les droits de Burling au Chivas USA avec qui il trouve un accord. Lors de la dissolution de la franchise californienne, il est repêché par les Rapids du Colorado.